# علیرضا صباحی‌فرد
علیرضا صباحی‌فرد (زادهٔ ۱۳۴۲) سرتیپ ارتش جمهوری اسلامی ایران است، که از سال ۱۳۹۸ به‌عنوان فرمانده نیروی پدافند هوایی ارتش فعالیت می‌کند و از بهمن ۱۴۰۳ فرماندهی قرارگاه پدافند هوایی خاتم‌الانبیا را نیز برعهده دارد.
وی فعالیت نظامی را از سال ۱۳۶۳ در نیروی هوایی ارتش آغاز کرد. او در فاصله سالهای ۱۳۸۹ تا ۱۳۹۷ جانشین فرمانده قرارگاه پدافند هوایی خاتم‌الانبیا بود و از ۱۳۹۷ تا ۱۳۹۸ فرماندهی قرارگاه پدافند هوایی خاتم‌الانبیا را برعهده داشت.

## زندگی‌نامه
علیرضا صباحی‌فرد در سال ۱۳۴۲ در شهر قم زاده شد. وی در سال ۱۳۶۳ به استخدام نیروی هوایی ارتش درآمد و تحصیلات خود را در شاخه پدافند هوایی آغاز کرد و در رشته عملیات زمین به هوا فارغ‌التحصیل شد. 
صباحی‌فرد پس از فارغ‌التحصیلی به صورت داوطلبانه به منطقه عملیاتی امیدیه اعزام شد و تا پایان جنگ ایران و عراق در منطقه پدافند هوایی امیدیه خدمت کرد که طی مدت مذکور بارها با هواپیمای جنگنده نیروی هوایی عراق درگیری مستقیم داشت و موفق به انهدام ۵ فروند هواپیمای عراقی شد.
او به‌عنوان افسر عملیات موشک در منطقه پدافند هوایی امیدیه، منطقه پدافند هوایی اصفهان، منطقه پدافند هوایی بوشهر و منطقه پدافند هوایی تهران خدمت کرده است.
وی در سال ۱۳۷۶ دوره عالی رسته‌ای را در فرماندهی آموزش‌های هوایی شهید خضرائی به پایان رساند، همچنین در سال ۱۳۹۲ دوره دانشگاه فرماندهی و ستاد (دافوس) را طی کرد.
او تاکنون در مشاغل فرماندهی از جمله: فرمانده یگان‌های پدافندی مناطق عملیاتی نفت‌خیز گچساران و پازنان در زمان جنگ ایران و عراق، رئیس پست فرماندهی (فرمانده آتشبار اسکایگارد)، فرمانده یگان ولایت (یگان پدافندی در سفرهای رهبر جمهوری اسلامی به استان‌های مختلف)، فرمانده گردان زمین به هوای تهران، فرمانده یگان پدافندی شهید مطهری، فرمانده گروه پدافند هوایی شهید ستاری، جانشین فرمانده منطقه پدافند هوایی شمال، فرمانده منطقه پدافند هوایی شمال حضور داشته است.

## مسئولیت‌ها
- فرمانده یگان پدافند ولایت
- فرمانده یگان پدافندی شهید مطهری
- فرمانده گروه پدافند هوایی واکنش‌سریع شهید ستاری
- فرمانده منطقه پدافند هوایی شمال (تهران)
- جانشین فرمانده قرارگاه پدافند هوایی خاتم‌الانبیاء
- فرمانده قرارگاه پدافند هوایی خاتم‌الانبیاء
- فرمانده نیروی پدافند هوایی ارتش

## جایزه‌ها و نشان‌های افتخار
این بخش شامل نشان‌ها و جایزه‌های رسمی امیر صباحی فرد است که بر روی لباس همسان او نصب می‌شود ولی جایزه‌های غیرنظامی و غیررسمی را دربر نخواهد گرفت.

### آرم‌ها
| آرم‌های سینه             |                  |
| دانشگاه فرماندهی و ستاد | رسته عملیات موشک |
| دانشگاه پدافند هوایی    | آجا              |

| آرم‌های بازو          |
| قرارگاه پدافند هوایی |

### نوار نشان‌ها
|  |  |  |
|  |  |  |
|  |  |  |
|  |  |  |

### نام نشان‌ها
| نشان جهاد              | نشان ورزش           |            |
| نشان لیاقت             | نشان دانش           |            |
| دوره سوم دانشگاه افسری | دوره پایان کارشناسی | نشان ایثار |
| دوره اول دانشگاه افسری | دوره مقدماتی        | دوره عالی  |